# Burza w szklance wody
Burza w szklance wody (ang. Storm in a Teacup) – brytyjski film z 1937 roku w reżyserii Iana Dalrymple'a i Victora Saville'a.